# Caldera de Caviahue
La Caldera de Caviahue, también llamada Caldera de Copahue o Caldera de Caviahue-Copahue es una depresión circular en la Cordillera de los Andes de la provincia argentina de Neuquén, formada producto de un colapso al vaciarse una cámara magmática. La caldera se ubica inmediatamente al este del volcán Copahue que se ubica en la frontera de Argentina con Chile.